# 博伊西河
博伊西河（英語：Boise River）是美国西北部爱达荷州一条长约102-英里-long（164-）的河流，是斯内克河的支流。博伊西河起源于鋸齒山脈，流经蛇河平原西部，向西穿过博伊西，在帕爾馬西北汇入斯内克河，流域面积4,100平方英里（11,000平方）。